# 宽片老鹳草
宽片老鹳草（学名：Geranium platylobum）为牻牛儿苗科老鹳草属的植物，是中国的特有植物。分布于中国大陆的西藏、云南、四川等地，生长于海拔2,100米至3,400米的地区，常生长在林下，目前尚未由人工引种栽培。

## 别名
阔裂紫地榆（云南植物志）